# Constantin Dram
Constantin Dram (n. 20 octombrie 1958, Războieni) este un critic literar român, membru al Uniunii Scriitorilor din România, filiala Iași.

## Biografie
Între 1973 și 1977 urmează cursurile liceului Petru Rareș din Piatra Neamț. Între 1978 și 1982 urmează
Facultatea de Filologie (actualmente de Litere) a Universitatății "Al. I. Cuza" din Iași, specializarea Limba și literatura română-Limba și literatura italiană. Obține diplomă de licență în filologie cu media 10, sesiunea iunie, 1982, cu o lucrare de diplomă coordonată de Dumitru Irimia. Între 1997 și 2002 urmează studiile doctorale, în filologie, la Universitatea "Al. I. Cuza" Iași. Devine doctor în filologie în 2002. A fost profesor de literatura română la Liceul Industrial nr.1 Pașcani (1982-1990), iar între 1990-1999 redactor, redactor șef și director la Editura Junimea. Între 1997-1999 a fost lector asociat la Facultatea de Litere, Universitatea „Al. I Cuza” din Iași. La aceeași insituție devine, pe rând, lector între 1999-2004, conferențiar între 2004-2009, iar din 2009 devine profesor univ.dr. la Facultatea de Litere, Universitatea „Al.I. Cuza”, Catedra de Literatură.
Ca activitate literară, se remarcă prin funcțiile: redactor permanent al revistei Convorbiri literare, titular al rubricii Critica prozei; colaborator al revistei Cronica și Cronica veche; colaborator, titular de rubrică la revista Contact Internațional; colaborator, titular de rubrică la revista Bucovina literară; coeditor și colaborator al publicației Cinematographic Art & Documentation; titular de rubrică, redactor-șef adjunct la suplimentul de cultură Meridian 27, Bacău; colaborator al BJ Vaslui, realizator al unei serii de conferințe intitulate „După-amiezi culturale la Vaslui”; referent științific al editurii Alfa; referent științific la Editura Ars Academica; referent științific pentru anul 2006 la manualele de literatură universală la Editura Paralela 45; membru în colegiul științific al Muzeului Literaturii Române Iași; evaluator în cadrul comisiilor CJ Iași pentru evaluarea instituțiilor de cultură din Iași; membru în juriul USR, filiala Iași, și în juriul USR, filiala Bacău; membru și președinte al juriilor pentru Concursul Național de proză „Mihai Sadoveanu” organizat de MLR Iași; membru și președinte al juriilor pentru Concursul Național de Povești „Ion Creangă”, organizat de MLR Iași; membru în diferite alte jurii culturale.

## Cărți publicate
- 1. Constantin Dram, Lumi narative (I), Editura Sagittarius libris, Iași, 1998, ISBN 973-97921-7-0, 172 pag.
- 2. Constantin Dram, Mihail Sadoveanu. Modelul istorisirii de dragoste, Editura Universitas XXI, Iași, 2002, ISBN 973-8344-34-4, 200 pag. (cod CNCSIS 8).
- 3. Constantin Dram, Mihail Sadoveanu. Modelul istorisirii de dragoste, ediția a II a, cu o postfață de Liviu Leonte, Editura Augusta, Timișoara,  ISBN 973- 695-030-1, 200 pag. cod CNCSIS 150.
- 4. Constantin Dram, De la Ion Creangă la Vasile Voiculescu, o antologie a prozei românești, cu studiu critic, Editura Universitas XXI, Iași, 2003, ISBN 973-8344-78-6, 222 pag. (cod CNCSIS 8).
- 5. Constantin Dram, Devenirea romanului, Editura Institutul European, Iași, 2003, ISBN 973-611-258-6, 242 pag. cod CNCSIS 206.
- 6. coordonator Constantin Dram, Elemente pentru un imaginar al povestirii românești , Editura Universitas XXI, Iași, 2005. ISBN 973-7889-16-9, 250 pag. (Cod CNCSIS 8).
- 7. Constantin Dram, Lumi narative II, Editura SC Timpul, Iași,  2005, ISBN 973-612-174-7, 298 pag. cod CNCSIS 100.
- 8. Constantin Dram, Omul miloșian. 11 metamorfoze urmate de căderea în oglindă,  notă biobibliografică de Catinca Agache, Editura Universitas XXI,  Iași, 2008, 194 pag., ISBN 978-973-7889- 89-8. Cod CNCSIS 8
- 9. Constantin Dram, Ordinea iubirii. De la Banchetul la Robinson Crusoe, Editura Universitas XXI, Iași 2009, 290 pag., ISBN 978-606-538-002-8. (cod CNCSIS 8).
- 10. Constantin Dram, Lumi narative III, Editura Timpul Iași, 2009. cod CNCSIS 100.
- 11. Constantin Dram, Muzeul de imagini, Editura Alfa, Iași, 2012, 200p.
- 12. Constantin Dram, Lumi narative IV, Editura Timpul, Iași, 2013, 310p.
- 13. Coord. Constantin Dram, Iașii Teodorenilor și lumea mare, Editura Tritonic, București, 2014.
- 14. Coord. Constantin Dram, Mihail Sadoveanu. 12 interpretări dinspre Iași, Editura Tritonic, București, 2015.
- 15. Crestomație și studiu introductiv de Constantin Dram, Cartea Iașilor, Editura Timpul, 2016.
- 16. Coord. Constantin Dram, Din curtea lui Nică în marea curte a lumii, Editura Limes, 2017.
- 17. Coordonator Constantin Dram, Gastronomie și literatură, Editura Tritonic, 2018, ISBN 	978-606-749-337-5.
- 18. Coordonator Constantin Dram,  Pentru o „cultură a râsului”. Forme ale comicului, Editura Vasiliana 98, 2019, ISBN 978-973-116-644-5.
- 19. Lumi narative V, Editura Timpul, 2021, ISBN 978-973-612-860-8
- 20. Iașii scriitorilor, crestomație, date bio-bibliografice, note și comentarii, Editura Asachiana, 2021, ISBN 978-606-9047-27-9.
- 21. Ordinea iubirii, a doua ediție, ediție canadiană, Creatique Quebec, colecția Illussions, nr 26, variantă online ISBN 978-2-925282-94-5 (pdf) și varianta paper (print) 978-2-925-282-95-2. 304 pagini. Depozit legal – Arhive Naționale și Biblioteca Quebec, respectiv Canada 2023.
- 22. Mihail Sadoveanu, perioada ieșeană. O cronologie a operei comentată , Editura Vasiliana 98, 2023, 318 p., ISBN 978-973-116-823-4
- 23. Literatura memorialistică, coordonator Constantin Dram, ISBN 978-606-714-802-2, 240 pag., 2023.
- 24.  Marin Preda: Rabdarea timpului. Centenar Marin Preda, coordonator Constantin Dram,  Editura Asachiana, 2023, ISBN 978-606-9047-40-8, 120 pag., 2023.
- 25. coordonator Constantin Dram,  Literatura română din  Basarabia, ISBN 978-606-714-817-6, Editura UAIC, 2023, 256 pag.

## Premii și distincții
- Premiul special pentru critică literară al revistei „Convorbiri literare”, pentru volumul Lumi narative I, 1999[2].
- Premiul pentru critică și istorie literară, Salonul Internațional de carte Iași, 2003, volumul Devenirea romanului
- Premiul USR, filiala Iași, pentru eseu, 2013, volumul Muzeul de imagini[3]
- Premiul de critică literară al filialei Iași USR 2018, pentru volumul Singurătăți de genul masculin.[4]

## Cronici și recenzii despre opera literară
- Ion Roșioru, Lumi narative, Tomis, nr. 12, 1998.
- Evelina Cârligeanu, Foiletonul de întâmpinare, Lumi narative, 1998, în Tomis, nr.2, 1999
- Cassian Maria Spiridon, Interviu, Convorbiri literare, nr.10, 2008.
- Mircea Tomuș, revista Convorbiri literare, mai 2009: Omul Miloșian Arhivat în 20 iulie 2009, la Wayback Machine.
- Dan Mănuca, revista Convorbiri literare, februarie 2004: Devenirea romanului Arhivat în 19 octombrie 2016, la Wayback Machine.
- Andreea Ștefan, revista Convorbiri literare, februarie 2009: Constantin Dram, Omul milosian. 11 metamorfoze urmate de căderea în oglindă  Arhivat în 7 martie 2009, la Wayback Machine.
- Liviu Leonte: O nouă carte despre Mihail Sadoveanu, revista „Cronica”, 2/ 2004
- Petru Ursache: Cu D de la moarte, revista Convorbiri literare”, nr.58. / 2005
- Theodor Codreanu: Aventura imaginarului romanesc, revista „Pro Saeculum”, nr.1 (53)/ 2009
- Florin Faifer, Constantin Dram – un degustător de ambiguități fecunde, Convorbiri literare, martie, 2013
- Adrian Jicu, Muzeul (lui) Constantin Dram, Cherchez la femme, Ateneu , martie, 2013